# Парангама (Грама Ніладхарі)
Грама Ніладхарі Парангама (№ 142C) — Грама Ніладхарі підрозділу ОС Дехіаттакандія, округ Ампара, Східна провінція, Шрі-Ланка.

## Демографія
| Населення (2007) | Населення (2007) | Населення (2007) | Населення (2007) | Населення (2007) |
| Населення        | Чоловіки         | Жінки            | Діти             | Дорослі          |
| ---------------- | ---------------- | ---------------- | ---------------- | ---------------- |
| 3,835            | 1,889            | 1,946            | 1,391            | 2,444            |